# 黃金入球
黄金入球（英文：golden goal／golden point），简称金球，也称“瞬间致胜球”，足球术语之一，通常用于足球比赛的淘汰赛的加时赛阶段。
简而言之，足球比赛的加时赛阶段分为两种，其中“金球决胜制”是指：无论进球时间为何时，只要进球了，就立刻结束，胜负瞬间一锤定音，尤其是在重大决赛里，这样的金球显然一球千金，犹如金子般非常珍贵。

## 定義
如果两支球队在90分钟比赛时间内打平，那么加时赛中的金球将决定哪一支球队最终赢得比赛。金球这一称呼最早出现在1992年4月16日的英國伦敦《泰晤士報》上。具体来说，如果两支球队在正常90分钟比赛时间内打平，将需要进行上下半场各 15 分钟的加时赛。如果一支球队在加时赛中率先进球，那么比赛就立即结束，该球队获得胜利，这一进球就称为金球，类似橄榄球或冰球比赛中的突然死亡法。
如果加时赛中仍没有球队进球，那么两支球队将通过互射点球来决定胜负。如果靠互射点球仍未能决出胜负，那么将进入点球突然死亡法。
国际足联在1993年实行这一规则时，为了避免「突然死亡」带来的负面意义，正式采用了「金球」这一名称。金球规则通过后并不强制执行，比赛组织者可以自行选择是否要采用金球决胜法。第一次采用金球规则的欧洲足球锦标赛是在1996年，第一次采用金球法的世界杯足球赛是1998年。

## 應用
1993年金球规则实行后的第一例金球，出现在当年3月的世界青年足球锦标赛四分之一决赛澳大利亚对乌拉圭的比赛中。第一次重大比赛决赛中的金球，是在1996年欧洲足球锦标赛决赛德国队对捷克队时，德国队比尔霍夫在加时赛中射入金球，从而使德国队夺得了冠军。其它通过金球决出胜负的重大比赛决赛包括：
- 2000年欧洲足球锦标赛决赛（法国胜意大利）[1]
- 2000年奥运会女子足球决赛（挪威女队胜美国女队）
- 2001年歐洲足協盃决赛（英格蘭利物浦胜西班牙阿拉维斯，同時也是烏龍球）
- 2003年洲際國家盃决赛（法国胜喀麦隆）
- 2003年女子世界杯足球賽决赛（德国女队胜瑞典女队）

1994年加勒比海盃外圍賽出現一個奇怪規則：在加時賽射入金球計算兩個入球。第一組最後一輪分組賽巴巴多斯對格林納達中，巴巴多斯需淨勝最少兩球才得以在小組出線。巴巴多斯在領先2-1時故意射進烏龍球，令比賽打和進入加時賽，果然巴巴多斯射入加時黃金入球，勝出比賽外並以得失球差壓倒格林納達，進入八強小組賽。
世界杯足球赛历史上第一粒金球出现在1998年的16强賽事，在法国胜巴拉圭的比赛中，法国队的布兰科射入第一粒金球。2002年世界杯足球赛上，共有3场比赛由金球决胜：韩国胜意大利（八分之一决赛），塞内加尔胜瑞典（八分之一决赛）以及土耳其胜塞内加尔（半準決賽）。
金球规则的引进原本是为了鼓励进攻，减少互射点球情况的出现。但实际上这一规则被普遍认为适得其反，更多的球队在加时赛中更加小心保守，以避免突然死亡。

## 銀球
2002年赛季，欧洲足球联合会引入了一个新的「银球」规则，比赛并不在进球后马上结束，而是规定在第一个 15 分钟加时赛之后领先的球队获得比赛胜利。银球规则同样并非强制性规则，比赛组织者可以选择在加时赛中是采用金球、银球还是传统的两个 15 分钟加时赛。
2004年，国际足联决定，在葡萄牙举办的2004年欧洲足球锦标赛之后，取消金球及银球规则。2006年世界杯足球赛即不再采用金球规则，而回到传统的30分钟加时赛，如果加时赛后依旧是平局，则通过互射点球决定胜负。

## 別的意思
另外，金球有另一個意思，就是一些極其漂亮的進球，例如半場遠射、倒掛金勾、在極窄角度下射入等。

## 資料來源
1. ↑  [永久]，公益大使特雷泽盖在京做推广。